# Leona Naess
Leona Kristina Naess (* 31. Juli 1974 in New York) ist eine Singer-Songwriterin.

## Biografie
Leona Naess wurde in New York als Kind einer schwedischen Innenarchitektin und des norwegischen Geschäftsmanns Arne Naess Jr. geboren. Ihre Kindheit und Jugend verbrachte sie in London, ehe sie im Alter von 18 Jahren in ihre Geburtsstadt zurückkehrte, um an der New York University Musik und Anthropologie zu studieren. Zu dieser Zeit begann sie mit Auftritten in New Yorker Szene-Lokalen wie The Bitter End auf sich aufmerksam zu machen. Schließlich unterschrieb sie einen Vertrag mit Outpost Records, dem Plattenlabel des Produzenten Scott Litt. 1998 nahm Naess die Arbeit an ihrem Debüt-Album Comatised auf, welches im März 2000 erschien. Zuvor war sie auch als Model für Calvin Klein tätig. Bereits 2001 folgte das von Martin Terefe produzierte Album I Tried to Rock You But You Only Roll. Durch eine kurzzeitige Beziehung mit Ryan Adams lernte sie den Produzenten Ethan Johns kennen, mit Hilfe dessen sie 2003 ihr drittes Werk Leona Naess veröffentlichte. Im Januar 2004 verunglückte ihr Vater beim Bergsteigen. Daraufhin zog sich Naess aus dem Musikgeschäft zurück und übersiedelte für einige Zeit zu ihrer Mutter nach London. Ihr seit 2003 bestehender Vertrag mit Geffen Records wurde von Seiten des Labels aufgelöst. 2008 erschien ihr Comeback Thirteens, welches auf dem Label Verve Forecast Records erschien.

## Stil und Rezeption
Aufgrund der Wandlungsfähigkeit ihrer Stimme wurde Naess im Lauf ihrer Karriere mit Heather Nova, Edie Brickell und Hope Sandoval verglichen. Das beachtete Erstlingswerk Comatised stellte eine Mischung aus Popsongs und Balladen dar, dem trotz des Lobes der stimmlichen Fähigkeiten Gefühlsduselei attestiert wurde. Die deutsche Ausgabe des Rolling Stone sprach von einer gemischten Talentprobe, während andere Kritiker Naess trotz naiver Belanglosigkeiten und „Kaugummiliedchen“ mit Tori Amos verglichen. Visions wiederum bewertete Comatised als gutes und durchgehend interessantes Album.
I Tried to Rock You But You Only Roll wurde einerseits als Fortschritt ihres Songwriting interpretiert, die Art der Produktion und der stärkere Fokus auf tanzbare elektronische Musik wurden jedoch auch bemängelt.
Das Werk Leona Naess bedeutete laut vielen Rezensenten die Aufarbeitung ihrer Beziehung mit Ryan Adams. Der All Music Guide lobte vor allem ihre stimmlichen Qualitäten und empfand es als das bislang beste Album. Allgemein erhielt die Platte wohlwollende Besprechungen.
Laut Naess erlaubte ihr es erst das Comeback-Album Thirteen ihre Musik nach eigenen Vorstellungen zu verwirklichen. Das folklastige Album erhielt abermals positive Reaktionen.

## Diskografie

### Alben
- Comatised (2000)
- I Tried to Rock You But You Only Roll (2001)
- Leona Naess (2003)
- Thirteens (2008)

### Singles
- Charm Attack (2000)
- I Tried to Rock You But You Only Roll(2001)
- Calling (2003)
- Ghosts In the Attic (2007)
- Heavy Like Sunday (2008)
- Leave Your Boyfriend Behind (2008)
- Holding On (2024)